# Bad Pyrmont
Bad Pyrmont – miasto uzdrowiskowe w Niemczech, w kraju związkowym Dolna Saksonia, w powiecie Hameln-Pyrmont.

## Współpraca
- Anzio, Włochy
- Bad Freienwalde (Oder), Niemcy

## Zobacz też

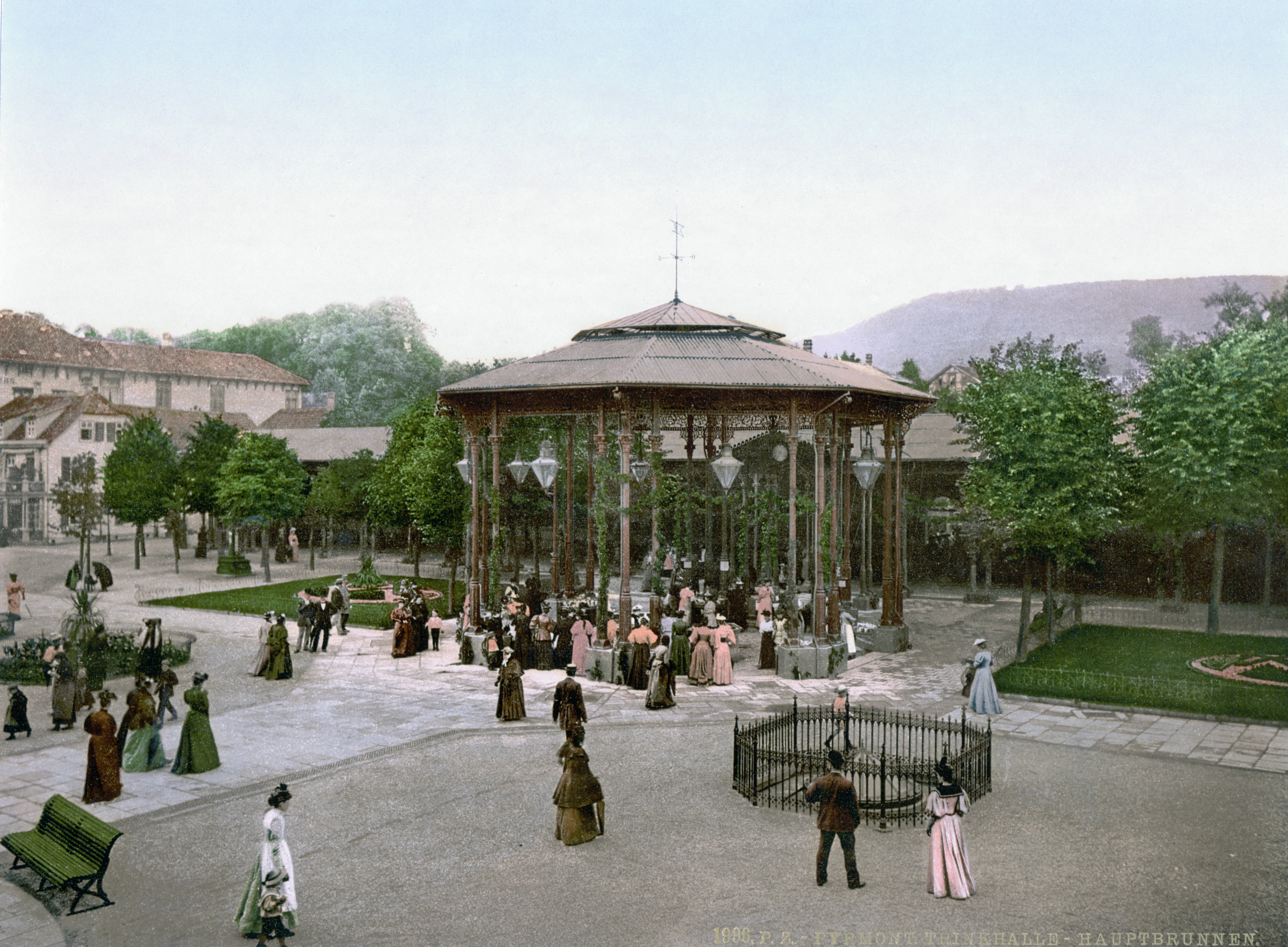
Bad Pyrmont w 1900 r.